# Rheumaptera effusa
Rheumaptera effusa är en fjärilsart som beskrevs av Kautz 1931. Rheumaptera effusa ingår i släktet Rheumaptera och familjen mätare. Inga underarter finns listade.